# Alexeni
Alexeni est une commune du județ de Ialomița en Roumanie.